# Mariya Mykolenko
Mariya Mykolenko (4 de abril de 1994) es una deportista de Ucrania que compite en atletismo. Ganó una medalla de oro en la Universiada de 2019, en la prueba de 4 × 400 m. Participó en los Juegos Olímpicos de Tokio 2020, en la prueba de 400 m vallas.